# Tai dam
El Tai Dam (tai dam: ꪼꪕ ꪒꪾ, en lao: ໄຕດຳ, en tailandés: ไทดำ) son una minoría étnica predominantemente de China, el noroeste de Vietnam, Laos y Tailandia. Son parte de los  Pueblos Tai y étnicamente similares a los Thai de Tailandia, los Lao de Laos y los Shan del Estado de Shan, Myanmar . Tai Dam significa "Tai Negro". Este nombre proviene de la vestimenta negra que usa el grupo, especialmente las mujeres. En Vietnam se les llama Thái Đen y están incluidos en el grupo del pueblo Thái, junto con los Thái Đỏ ("Tai Rojo"), Thái Trắng ("Tai Blanco"), Phu Thai, Tày Thanh y Thái Hàng Tổng . El grupo del pueblo tailandés es el tercero más grande de los 54 grupos étnicos reconocidos por el gobierno vietnamita. El idioma de Tai Dam es similar al lao, pero Tai Dam usa su propio sistema de escritura único y tradicionalmente rechaza el budismo. Según la historia del génesis del pueblo Tai Dam, la familia Lo Cam será la clase gobernante y los Luong los sacerdotes.

## Clasificación
Según la clasificación en Vietnam de los pueblos Tai se encuentran los Tai Blancos, Thái Đỏ ("Tai Rojo"), Tày Mười, Tày Thanh ( Man Thanh ), Hàng Tổng ( Tày Mường ), Pu Thay, Thổ Đà Bắc .

## Historia
Los Tai son originarios del sur y sureste de China, donde vivieron sus antepasados desde tiempos ancestrales.
Durante la Guerra de Indochina, la mayoría de Tai Dam se aliaron con los comunistas. Sin embargo, algunos Tai Dam se aliaron con los franceses y lucharon contra el comunismo. Después de la caída de Điện Biên Phủ, esta facción anticomunista huyó de Vietnam hacia el norte de Laos. En 1955, la mayor parte de los Tai Dam se trasladaron a Vientián, la capital de Laos. Trabajaban como empleadas domésticas, funcionarios gubernamentales y soldados. A medida que el comunismo descendía sobre Vietnam del Sur y Laos, el pueblo Tai Dam temía represalias por su pasado anticomunista. Fueron evacuados a Tailandia y pidieron refugio y asilo político. Arthur Crisfield, un profesor de idiomas estadounidense, escribió cartas a gobiernos extranjeros en nombre del grupo. En el verano de 1975, el gobernador Robert D. Ray acordó reubicar al pueblo Tai Dam en el estado de Iowa. El necesitó una exención del presidente Gerald Ford para traer una gran población étnica a un estado. Hoy en día, en Iowa viven más Tai Dam que en cualquier otro lugar fuera de Asia.

## Ciencias económicas
Al principio de su historia, los tailandeses adoptaron el cultivo de arroz húmedo, utilizando redes de riego adecuadas. El trabajo se puede resumir en el dicho tailandés "muong - phai - lai - lin" (que significa cavar canales, consolidar orillas, guiar el agua a través de obstáculos y arreglar canales de regadío) en los campos. Mientras que antes los tailandeses cultivaban sólo una cosecha de arroz pegajoso al año, hoy en día se han convertido en dos cosechas de arroz común. También cultivan campos de tala y quema, donde cultivan arroz, maíz y cultivos secundarios, especialmente algodón, añil y morera para tejer telas.

## Idioma
Los Tai tienen su propio sistema de escritura brahmica. Su idioma se enseña de forma oral. Los Tai tienen muchas antiguas obras escritas sobre su historia, tradiciones, leyes consuetudinarias y literatura.

## Cultura

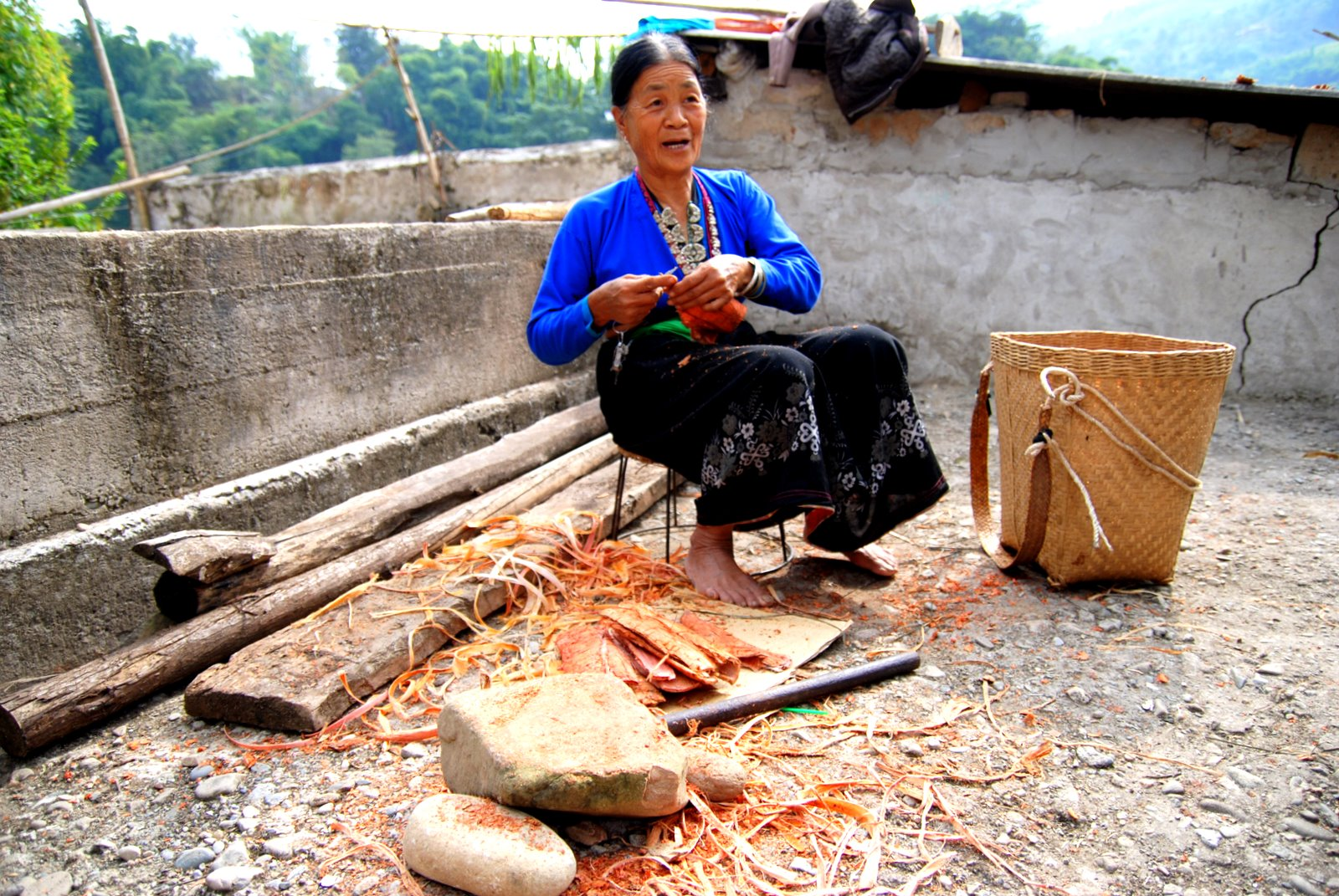
Mujer de la etnia Tai Dam en la aldea de Laomeng, condado autónomo de Jinping Miao, Yao y Dai, provincia de Yunnan, China.

Aunque su cultura está dirigido principalmente por hombres, las mujeres desempeñan un papel importante en la sociedad de los Tai Dam. Las mujeres tienen la responsabilidad de mantener los altares a los padres fallecidos. El nombre del grupo étnico proviene de las tradicionales faldas y tocados negros que usan las mujeres Tai Dam. La seda negra está bordada con flores y bonitos diseños. El cinturón suele ser de color verde brillante. Las mujeres de Tai Dam todavía visten la ropa tradicional, especialmente durante las ceremonias.
La religión Tai Dam consiste en el culto a los espíritus, y los espíritus de los antepasados son especialmente importantes para ellos. Visten de blanco en los funerales como símbolo de duelo o luto. También, después del funeral pero antes de la cremación, se arrojan monedas a la multitud. Los muertos son cremados con joyas de oro y plata. Esta práctica se origina en la creencia de que el espíritu muerto de la persona puede necesitar producir un pago en el reino de los espíritus.
Cuando la familia encuentra un lugar para el entierro, tamizan las cenizas con agua y recogen las joyas derretidas como recuerdo antes de enterrar las cenizas. A menudo se colocan alimentos que incluyen un cerdo y fruta ante la lápida como respeto a los muertos.
Las mujeres embarazadas no pueden asistir a los funerales por temor a los espíritus que rodean la ceremonia. Los Tai Dam creen que los espíritus pueden infiltrarse en el útero de la mujer y nacer a través del feto.
Los familiares expresan el duelo llorando intensamente y las mujeres gritando fuertemente (lo que puede resultar normal para las culturas latinas pero que es muy particular para las culturas asiáticas). simbolizando su dolor, no pueden darse una ducha o un baño completo hasta después del funeral. Tampoco pueden asistir ni organizar fiestas, como bodas y graduaciones, hasta por un año.

### Cocina
Hoy en día, el arroz común se ha convertido en el alimento principal de los Tai, mientras que el arroz glutinoso todavía se come tradicionalmente. El arroz glutinoso se remoja en agua, se pone en una olla humeante, se prende al fuego y se cuece. No puede faltar en una comida ají molido mezclado con sal y acompañado de menta, hojas de cilantro y cebolla. Bien podrían añadirse a la comida hígado de pollo hervido, tripas de pescado y pescado ahumado llamado cheo. La carne ruminada debe ir acompañada de salsa extraída de los órganos internos (nam pia). El pescado crudo debe cocinarse en ensalada o carne en salsa, o simplemente salarse o saltearse. El procesamiento de alimentos cocinados abarca desde asar, cocer al vapor y secar, freír y hervir. Los Tai disfrutan de la comida con sabores más picantes, salados, acres y mantecosos, en contraste con aquellos que tienen sabores dulces, ricos y fuertes. Fuman con pipas de bambú, encendidas con trozos de bambú secos. Antes de fumar, los Tai mantienen su costumbre hospitalaria invitando a otros a unirse, de la misma manera que lo harían antes de una comida.

### Ropa
Las mujeres Tai visten blusas cortas y coloridas, acentuadas en la parte delantera con líneas de botones plateados con forma de mariposas, arañas y cigarras. Sus blusas combinan maravillosamente con sus faldas negras en forma de tubo. El cinturón es una banda de seda de color verde. Llevan una pequeña cadena alrededor de la cintura. En ocasiones festivas, las mujeres Tai pueden usar un vestido extra negro, con una costura en la axila o como un jersey con el cuello abierto, dejando al descubierto los botones plateados del interior. Los vestidos negros tienen un corte en la cintura, incluyen hombros grandes y piezas decorativas de tela que se unen a las axilas o al frente de los hombros de una manera similar al Tai Blanco.
Las mujeres Tai Dam visten el famoso chal pieu con bordados coloridos. Los hombres Tai usan pantalones cortos con cinturón; una camisa con cuello abierto y dos bolsillos a cada lado. Los hombres Tai blancos tienen un bolsillo superior adicional a la izquierda y su cuello está cerrado con una banda de tela. El color popular de toda la ropa es el negro, el rojo pálido, con líneas intercaladas o el blanco. En los festivales, la gente usa vestidos largos negros, con las costuras abiertas en las axilas y una blusa blanca interna. Se usa un turbante en la cabeza como un sombrero y, en las ceremonias, el turbante debe tener la longitud de un brazo.

### Viviendas

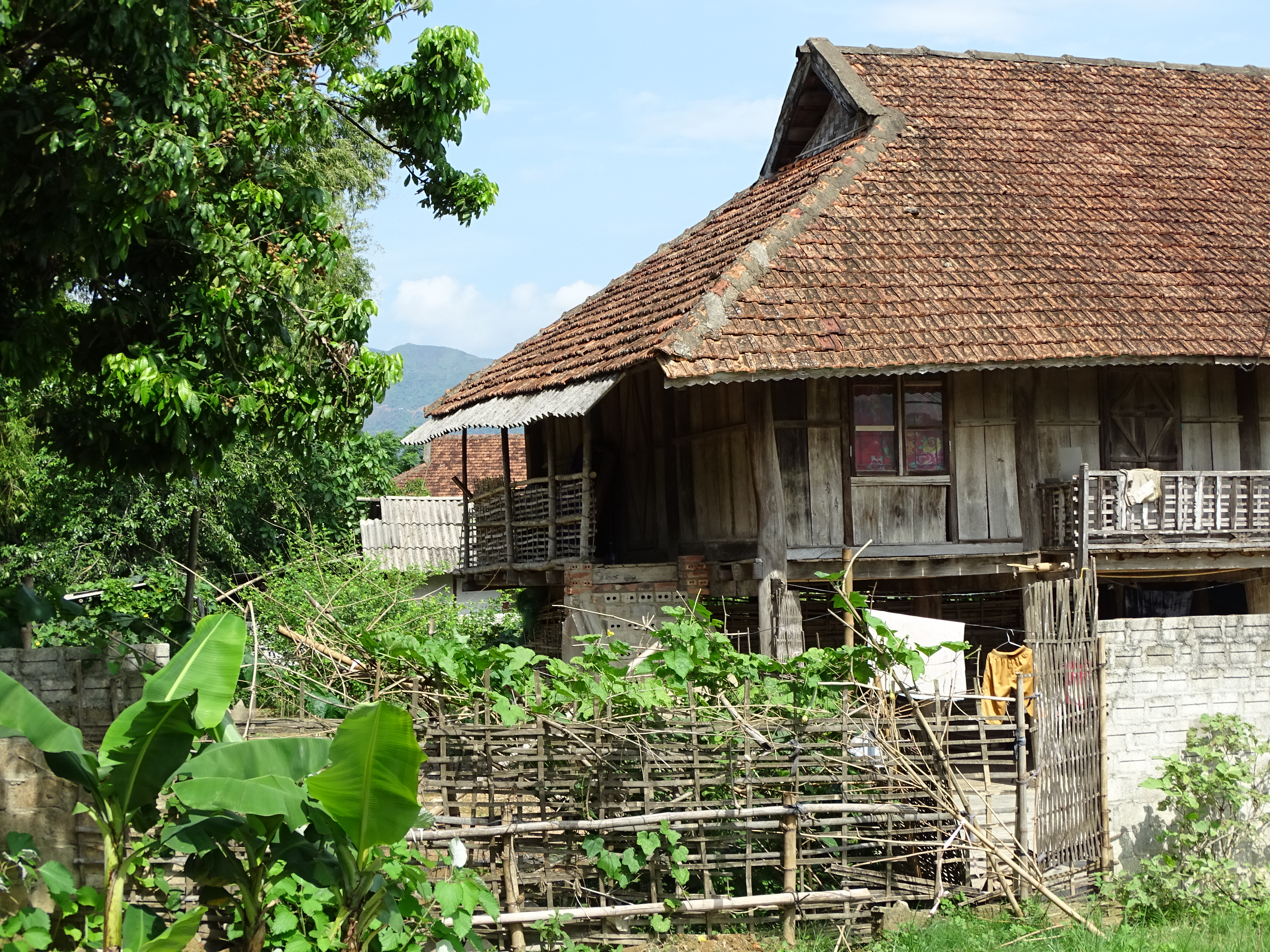
Vivienda tradicional de los Tai Dam en el valle de Mường Thanh, al norte de Vietnam. El nombre vietnamita Mường Thanh Proviene de la forma Tai local de Mueang Thaen, la "Ciudad de los Dioses" y el lugar de nacimiento de Khun Burom en las leyendas Tai del sudeste asiático.

Los Tai viven en palafitos con techos de diferentes diseños: aquellas casas con un techo redondo convexo como un caparazón de tortuga con dos extremos llamado khau cut; aquellos con techo de cuatro paneles, piso y pasillos rectangulares; casas con techo largo, alto y con habitaciones en ambos extremos utilizadas como pasillos; y casas con techos bajo e interior estrecho, cercano al estilo de las casas Muong.

### Transporte
Las cestas podrán transportarse con la ayuda de cuerdas atadas alrededor de la frente del portador; en ocasiones se utilizan caballos de carga. A lo largo de los grandes ríos, los Tai son famosos por transportar mercancías y personas en barcos con cola de bifurcación.La manera principal de transporte del pueblo Tai Dam es el uso de una 'gui' o una mochila en la espalda, también son populares las cestas que menudo se llevan en la espalda con la ayuda de cuerdas atadas alrededor de la frente de la persona,  también se utilizan caballos de carga. A lo largo de grandes ríos, los Tai son famosos por transportar mercancías y personas utilizando embarcaciones del tipo Champán.

### Organización social
La estructura social original es llamada ban muong, también conocida como phia tao. El linaje Tai se llama Dam. Cada persona tiene tres relaciones lineales clave: Ai Nong (todos los nacidos de un antepasado común de cuarta generación); Lung Ta (cada miembro masculino de la familia de la esposa a lo largo de generaciones); y Ying Sao (todos los miembros masculinos de los yernos).

### Casamiento
En el pasado, los Tai respetaban la compra y venta del matrimonio y que el yerno permaneciera con la familia de la mujer. Para casarse con un marido, la familia de la mujer debe seguir dos pasos básicos:
Matrimonio (dong khun): significa presentar y traer al yerno a vivir con la familia de la mujer, lo que se hace para poner a prueba su personalidad y su fuerza en el trabajo. Las mujeres Tai generalmente adoptan la costumbre de llevar el cabello recogido en un moño inmediatamente después de esta primera ceremonia nupcial. El yerno permanecerá en casa de su esposa entre 8 y 12 años.
Matrimonio descendente (dong long): la unión de la pareja y su familia a la familia paterna.

### Nacimiento
Las mujeres dan a luz sentadas. La placenta se coloca en un cilindro de bambú y se cuelga de una rama en el bosque. La madre es cuidada por un mes mientras se le mantiene a buena temperatura junto al fuego y es alimentada con arroz usando un tubo de bambú y debe abstenerse de ciertos alimentos durante ese periodo. Los tubos de bambú están colgados de la rama de un árbol. Hay rituales para educar al niño en trabajos específicos según su género y también se invita a un Luang Ta (título que significa "tío abuelo"), que es un anciano respetado por la comunidad y que ayuda a escoger un auspicioso nombre para el recién nacido

### Funerales
Hay dos pasos en un funeral: Pong, traer ofrendas al difunto y llevar al difunto al bosque para un entierro (Tai Blanco) o cremación (Tai Negro). Xong, Llamar al espíritu para que regrese y viva en la sección de la casa reservada para el culto a los antepasados.

### Casa nueva
Este es un ritual para bendecir casas nuevas. El Luang Ta de la villa (anciano respetado), invita a la familia a la nueva casa, enciende el fuego (las casas en palafitos de bamboo suelen tener una parte especial con arena y piedras para prender fuego) y lleva a cabo ritos espirituales en el lugar, leyendo textos espirituales (sunatume pante) para ahuyentar la mala suerte y traer buena suerte, además de adorar a los antepasados.

### Festivales
Los Tai Dam adoran a sus antepasados el séptimo y octavo mes del año lunar. Los White Tai también celebran el año nuevo según el calendario lunar. Los aldeanos también adoran a los dioses de la tierra, la montaña, el agua y el alma del poste o tótem central del pueblo (lugar donde se hacen ofrendas a los espíritus que protegen la aldea).

### Calendario
El calendario Tai sigue el antiguo horóscopo o cosmología (que contiene 12 animales) como el calendario lunar. Pero el calendario Tai Dam tiene una diferencia horaria de seis meses.

### Actividades artísticas
Los Tai Dam realizan su danza xoe y tocan muchos tipos de flautas. Cantan versos y vívidas canciones.